# Specijalna policija Republike Hrvatske
Specijalna policija Republike Hrvatske je naziv za specijalne jedinice hrvatske policije zaduženih za izvršenje zadaća u borbi protiv svih oblika terorizma, tj. u rješavanju talačkih situacija, otmica osoba i prijevoznih sredstava, najtežih oblika narušavanja javnog reda te uhićenja naoružanih pojedinaca i skupina i osiguranja štićenih osoba u posebnim uvjetima.

## Ustroj
U okviru opsežna preustroja Ministarstva unutarnjih poslova 2001. godine, preustrojena je i Specijalna policija. Jedinicama specijalne policije nadređeno je Zapovjedništvo specijalne policije, kao ustrojstvene jedinice Ravnateljstva policije, izdvojeno iz sustava policijskih uprava. Na čelu Zapovjedništva nalazi se zapovjednik.
U Zapovjedništvu specijalne policije ustrojeno je šest ustrojstvenih jedinica:
- Antiteroristička jedinica Lučko
- Zrakoplovna jedinica
- Specijalne jedinice policije: Zagreb, Split, Rijeka i Osijek.

S ciljem veće operativne učinkovitosti u kolovozu 2008. godine provedeni su dodatni funkcijsko-teritorijalni zahvati u ustroj specijalnih policijskih snaga. Specijalna jedinica policije Zagreb pripojena je Antiterorističkoj jedinici Lučko, jedinoj postrojbi s nadležnošću djelovanja na cjelokupnu teritoriju Republike Hrvatske. Također je kao zasebna organizacijska cjelina izdvojen Ronilački centar, dok su ostale sastavnice identične ustroju iz 2001. godine.

## Jedinice u Domovinskom ratu
- Antiteroristička jedinica Lučko
- Specijalna jedinica PU Bjelovarsko-bilogorska »Omega«
- Specijalna jedinica PU Brodsko-posavska »Šap«
- Specijalna jedinica PU Dubrovačko-neretvanska »Grof«
- Specijalna jedinica PU Istarska »Bak«
- Specijalna jedinica PU Karlovačka »Grom«
- Specijalna jedinica PU Koprivničko-križevačka »Ban«
- Specijalna jedinica PU Krapinsko-zagorska »Barun«
- Specijalna jedinica PU Kutina »Ris«
- Specijalna jedinica PU Ličko-senjska »Tigar«
- Specijalna jedinica PU Osječko-baranjska »Orao«
- Specijalna jedinica PU Požeško-slavonska »Trenk«
- Specijalna jedinica PU Primorsko-goranska »Ajkula«
- Specijalna jedinica PU Sisačko-moslavačka »Osa«
- Specijalna jedinica PU Splitsko-dalmatinska »Batt«
- Specijalna jedinica PU Šibensko-kninska »Jastrebovi«
- Specijalna jedinica PU Varaždinska »Roda«
- Specijalna jedinica PU Vukovarsko-srijemska »Krpelj«
- Specijalna jedinica PU Zadarska »Poskoci«
- Specijalna jedinica PU Zagrebačka »Alfa«
- Specijalna jedinica PU Županja »Delta«